# Escoire
Escoire är en kommun i departementet Dordogne i regionen Nouvelle-Aquitaine i sydvästra Frankrike. Kommunen ligger i kantonen Savignac-les-Églises som tillhör arrondissementet Périgueux. År 2022 hade Escoire 399 invånare.

## Befolkningsutveckling
Antalet invånare i kommunen Escoire
Referens:INSEE